# حجر ارمنی
حجر ارمنی که در زبان لاتینی "Lapis armenius" و به یونانی"lithos armeniakos" گفته می‌شود، احتمالاً ترکیبی از اکسی استات مس، آزوریت با فرمول شیمیایی 2CuCO³. Cu[OH]² و مالاگیت با فرمول شیمیایی CuCO³.Cu[OH]² باشد. 
سنگی سست با رنگ لاجوردی غباری و گاهی سرخ رنگ که از ارمنستان می‌آورند.

## خواص و کاربرد
در طب سنتی بعد از غسل دادن و تدبیر، به‌عنوان مسهل خلط سودا به کار برده می‌شود.